# Vittorio Alfieri (Schauspieler)
Vittorio Alfieri (* 1961 in Bologna, Italien) ist ein deutsch-italienischer Film- und Theaterschauspieler sowie Synchronsprecher und Hörbuchsprecher. Bekannt ist er für seine Nebenrolle in der deutschen Fernsehserie Wilsberg. 

## Leben
Vittorio Alfieri begann seine Karriere unter dem Regisseur Leo Toccafondi beim Düsseldorfer Avantgardetheater Hansapalast. Nachdem er 1993 den Förderpreis für darstellende Kunst der Stadt Düsseldorf erhalten hatte, folgten diverse Engagements in Oberhausen, Karlsruhe, Innsbruck, Wien und Italien.
Als Schauspieler ist er vor allem für seine Rolle als Grabowski in der Fernsehserie Wilsberg bekannt. Weitere Bekanntheit erlangte er unter anderem in den Filmen Beyond the Sea – Musik war sein Leben (2004) und Offroad (2012) sowie durch kleinere Auftritte in verschiedenen deutschen Fernsehserien. Als Sprecher wirkt er hauptsächlich an Hörspielen und Produktionen des WDR, ORF und Rai mit. Alfieri lebt in Düsseldorf.

## Filmografie

### Film
- 1995: Philosophy Clip (Kurzfilm)
- 1996: Alles nur Tarnung (Kinofilm)
- 2001: Gott ist tot (Kinofilm)
- 2002: Kevin Barry (Kurzfilm)
- 2003: Beyond the Sea – Musik war sein Leben (Kinofilm)
- 2008: Ende einer Karriere (Kurzfilm)
- 2010: Offroad (Kinofilm)
- 2013: Alles renkt sich wieder ein (Kurzfilm)

### Fernsehen (Auswahl)
- 1995: Der Fahnder
- 1995: Die Wache
- 1998: Balko
- 1998: SK-Babies
- 1998: Lindenstraße
- 1999: Die Straßen von Berlin (Folge: Ich hab noch einen Koffer in Berlin)
- 2000: Drehkreuz Airport
- 2001: Nesthocker – Familie zu verschenken
- 2001: Tatort – Eine unscheinbare Frau
- 2002: Die Camper
- 2002: Wilde Engel
- 2002: SOKO Köln
- 2003: Broti & Pacek – Irgendwas ist immer
- 2003: Der Ermittler
- 2003: SK Kölsch
- 2004: Die Rosenheim-Cops
- 2005: Die Leibwächterin
- 2006: Ladyland
- 2006: Lutter (Folge: Essen is’ fertig)
- 2006–2010: Kommissar Stolberg
- seit 2006: Wilsberg (31 Episoden)
- 2008: Alarm für Cobra 11 – Die Autobahnpolizei
- 2008: Unter uns
- 2010: Lindenstraße
- 2012: SOKO Köln
- 2017: Alles was zählt (vier Folgen)
- 2018: Meine Mutter ist unmöglich
- 2018: Pastewka (Folge: Das letzte Date)
- 2018: Marie Brand und der schwarze Tag
- 2020: Falk
- 2023: Rentnercops (Folge: Glamping)
- 2023: Marie Brand und die Ehrenfrauen

## Theater
- 1984: Theater Oberhausen (Romeo und Julia)
- 1984: Hansapalast Düsseldorf (Die Bacchien)
- 1985: Gaia Scienza Berlin (Der Gesang der Gesänge)
- 1985: Komikon Düsseldorf (Die Hamletmaschine)
- 1986: Compagnia Mobile (Herr Warp reist ins Zwielicht)
- 1987: Theater Lünen (Othello)
- 1988: Rheinisches Landestheater Neuss (Legende von Paul & Paula)
- 1989: Düsseldorf (Die Komiker)
- 1993: Sezession Bochum (Im Schatten des Mondes)
- 1994: Sezession Bochum (Nathan der Weise)
- 1996: Düsseldorf (Das kalte Herz)
- 1996: Theater Innsbruck (Die Lügen der Papageien)
- 1997: ARTheater Köln (Die Komiker)
- 1997: Karlsruhe (Die Titanic)
- 1998: Josefstadt / Wien (Elena und Robert)
- 1998: Theater Brixen (Es war die Lerche)
- 1998: Theater Brixen (Sofortige Erleuchtung…)
- 1999–2001: Kammerspiele Köln (Die Stühle)
- 2003: Theaterhaus Köln (Gespenster)
- 2005–2006: Lokstoff Stuttgart (Top Dogs)
- 2009: Theaterhaus Köln (Auf hoher See)
- 2011: Schokoladenmuseum Köln (6 and the City)
- 2013: Stiftung Olbricht Berlin (Nipplejesus)

## Synchronsprecher (Auswahl)
- 1986–1989 (Synchronfassung: 1999): Dragon Ball als Tenshinhan
- 2000: Die Wache
- 2003: Rayman 3: Hoodlum Havoc als Rayman
- 2003–2004 (Synchronfassung: 2009–2010): Fullmetal Alchemist als Kain Fuery
- 2005: Fullmetal Alchemist – Der Film: Der Eroberer von Shamballa als Kain Fuery
- 2009–2010 (Synchronfassung: 2014–2015): Fullmetal Alchemist: Brotherhood als Kain Fuery
- 2018 (Synchronfassung: 2020): Overlord 3 als Ryularius Spenia Ai Indarn
- 2022: Lucky Star Folge 2 als Kunde

## Hörbücher

### Der dunkle TurmvonStephen King
(Quelle:)
1. Schwarz (2006 – Random House Audio 2007: ISBN 978-3-8371-8072-5) (Audible 2006)
2. Drei (2010 – Random House Audio: 2007, ISBN 978-3-8371-8069-5)
3. Tot. (2010 – Random House Audio: 2007, ISBN 978-3-8371-8074-9)
4. Glas (2007), Random House Audio, ISBN 978-3-8371-8073-2
5. Wolfsmond (2007), Random House Audio, ISBN 978-3-8371-8071-8
6. Susannah (2007), Random House Audio, ISBN 978-3-8371-8070-1
7. Der Turm (2007), Random House Audio, ISBN 978-3-8371-8075-6

## Auszeichnungen
- 1993: Förderpreis für darstellende Kunst der Stadt Düsseldorf
- 2011: Bronze-Medaille beim New York Film and Television Festival für Wilsberg: Oh du tödliche…